# كاتدرائية مرسيليا
كاتدرائية مرسيليا (بالفرنسيّة: Cathédrale Sainte-Marie-Majeure de Marseille) هي كاتدرائية رومانية كاثوليكية، وتعد واحد من النصب التذكارية الوطنية في فرنسا، وتقع في مدينة مرسيليا. كانت كاتدرائية صغيرة منذ عام 1896. وهي مقر لمطرانية مرسيليا (سابقًا أبرشية مرسيليا حتى عام 1948).

## معرض صور

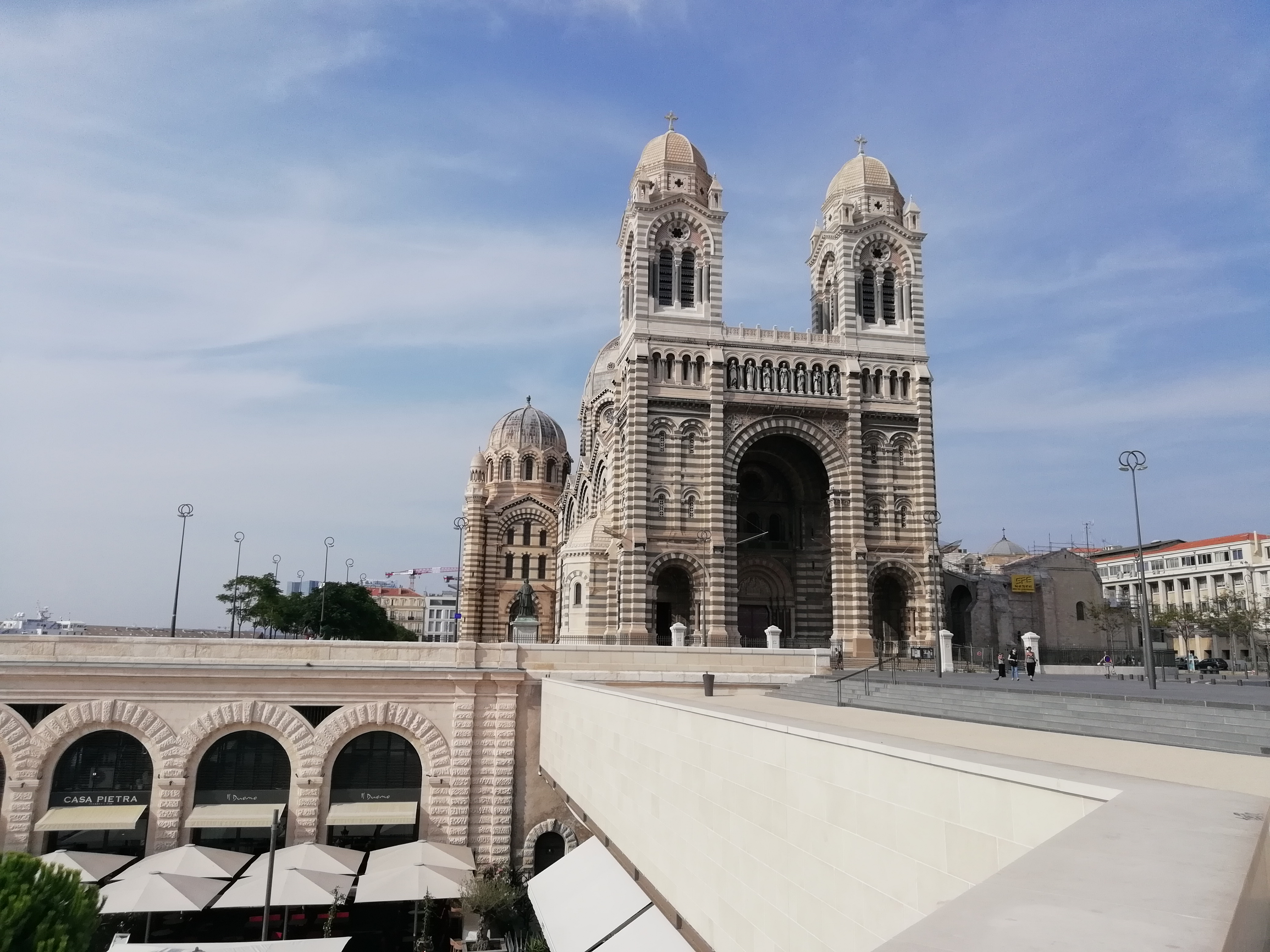
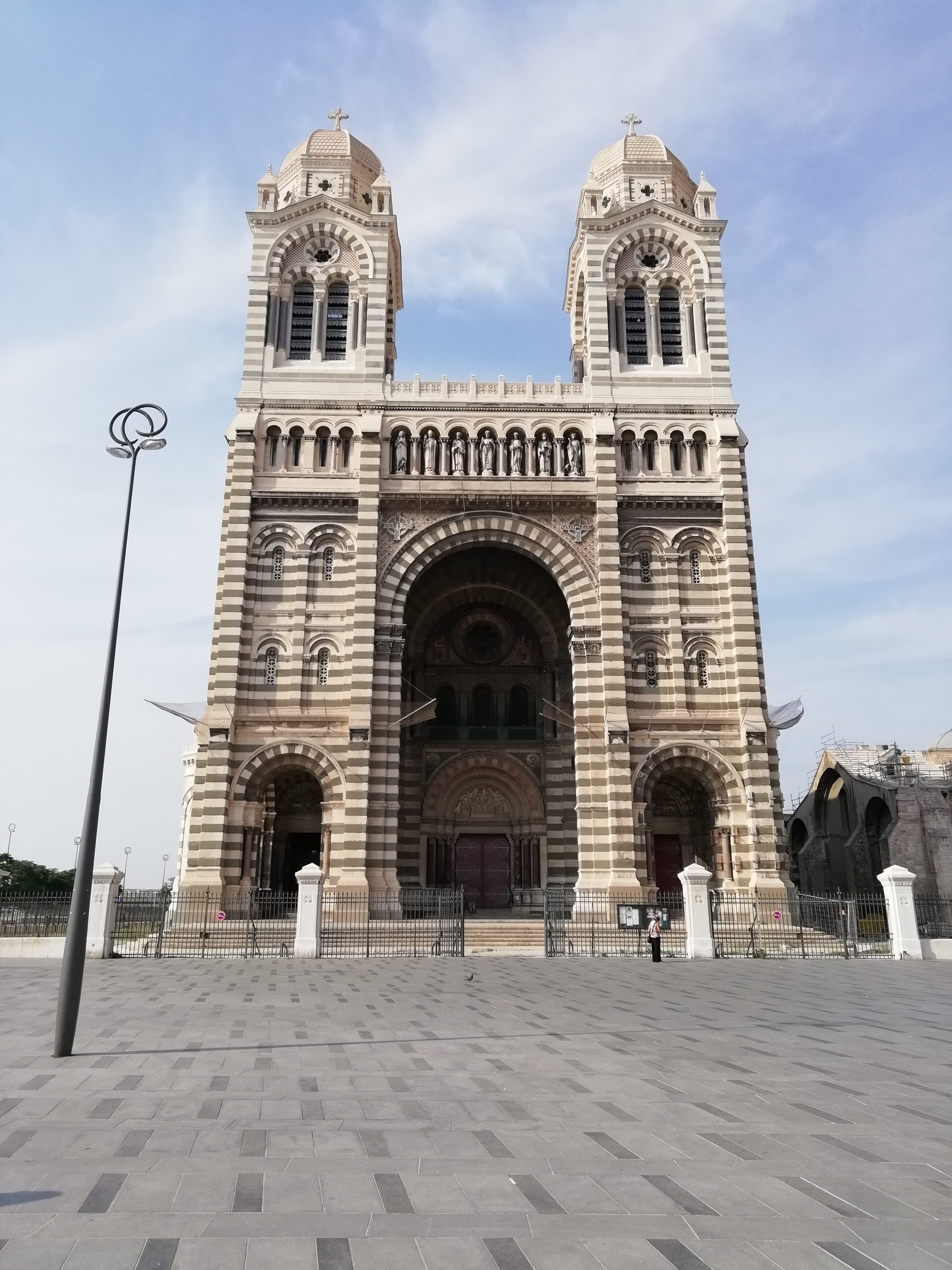